# Telamoptilia hemistacta
Telamoptilia hemistacta är en fjärilsart som först beskrevs av Edward Meyrick 1924.  Telamoptilia hemistacta ingår i släktet Telamoptilia och familjen styltmalar.
Artens utbredningsområde är:
- Madagaskar.
- Taiwan.

Inga underarter finns listade i Catalogue of Life.